# 유통단지
유통단지(流通團地)는 유통기구가 집결되어 있는 곳을 의미한다. 유통센터에는 트럭 터미널, 창고 센터 등의 수송 시설과 생산재를 중심으로 한 도매센터, 청과물 중앙도매시장, 목재시장 등을 병설한 종합적인 유통 단지가 형성된다.

## 같이 보기
- 동남권 유통단지